# Upper Basildon
Upper Basildon är en parishhuvudort i Basildon, West Berkshire, Storbritannien.   Den ligger i grevskapet Berkshire och riksdelen England, i den södra delen av landet, 70 km väster om huvudstaden London. Upper Basildon ligger 121 meter över havet Orten har 1 553 invånare (2016).
Terrängen runt Upper Basildon är platt. Runt Upper Basildon är det tätbefolkat, med 308 invånare per kvadratkilometer. Närmaste större samhälle är Reading, 12,1 km öster om Upper Basildon. Trakten runt Upper Basildon består till största delen av jordbruksmark.